# Darmstädter Kreis
Der Darmstädter Kreis war ein literarischer Freundeskreis, der sich 1769 bis 1773 in Darmstadt um den dort lebenden Schriftsteller und Herausgeber Johann Heinrich Merck bildete. Er wurde wichtig für die Ausbildung des empfindsamen Stils.

## Mitglieder und Ziele
Zu seinen festen Mitgliedern gehörten Johann Gottfried Herder, Johann Wolfgang von Goethe (genannt Der Wanderer oder Der Pilger), Franz Michael Leuchsenring, Herders Braut Maria Karoline Flachsland (genannt Psyche) und die Hofdamen Henriette Alexandrine von Roussillon (genannt Urania) und Luise von Ziegler (genannt Lila). Weiterhin waren dem Darmstädter Kreis viele literarische Größen der damaligen Zeit freundschaftlich verbunden, so Friedrich Gottlieb Klopstock, Christoph Martin Wieland, Johann Wilhelm Ludwig Gleim, Sophie von La Roche, die Brüder Friedrich Heinrich und Johann Georg Jacobi, Johann Caspar Lavater und die künstlerisch interessierte Karoline Landgräfin von Hessen-Darmstadt, die den Kreis unterstützte.
Die Mitglieder des Darmstädter Kreis pflegten einerseits den im Rokoko typischen Kult von Freundschaft, Gefühl und Natur; andererseits ist seinem aufgeschlossenen Eintreten in der Zeit des Sturm und Drang für die europäische Literatur eine breite Rezeption vieler Dichter zu verdanken: William Shakespeare, Miguel de Cervantes, Francesco Petrarca, Jean-Jacques Rousseau, Laurence Sterne, Oliver Goldsmith, Samuel Richardson, Edward Young oder der Ossian-Stoff. Aus diesen literarischen Interessen gingen Klopstocks erste Ausgabe der Oden und Elegien (1771) und die Übersetzungen von Shakespeares und Shaftesburys Werken oder europäischen Volksdichtungen ins Deutsche hervor. Der Kreis zeichnete sich auch durch gemeinsame Freizeitaktivitäten aus,  insbesondere dem Schlittschuhlaufen. 

## Goethe und der Darmstädter Kreis
Goethe – wie auch Merck und Herder – nutzte die Zusammenkunft der Freunde mehrfach als literaturkritische Anlässe; hier las er erstmals aus den noch unveröffentlichten Urfaust- und  Götz-Manuskripten. Seine Gedichte Wanderers Sturmlied, Der Wanderer, Felsweihegesang (an Psyche), Elysium (an Urania) und Pilgers Morgenlied (an Lila) gehen unmittelbar auf Erlebnisse mit dem Kreis zurück.
Doch war das Verhältnis zwischen Goethe und dem Kreis nicht ungetrübt. Der Zirkel distanzierte sich in der Kontroverse um das Jahrmarktsfest zu Plundersweilern (1774) zunehmend wegen des Dichters ästhetischer Veränderungen. Auch die gegen Leuchsenring gerichtete Posse Ein Fastnachtsspiel vom Pater Brey (1773) und Satyros oder Der vergötterte Waldteufel (gedruckt 1817) vergrößerten seine Distanz, die wohl auf der Kritik am zu einseitig gefühlvollen Werther beruhte. Seine Erlebnisse und die Spannungen zwischen den Darmstädter Heiligen sind im 12. und 13. Buch von Dichtung und Wahrheit festgehalten.